# Шикотанская полёвка
Шикотанская полёвка (лат. Clethrionomys sikotanensis) — дальневосточный вид островных грызунов из рода лесных полёвок. Считается относительно малоизученным видом. Согласно другой точке зрения, является подвидом широко распространённого в Евразии Myodes rufocanus (Sundevall, 1846).

## Ареал
Шикотанская полёвка является эндемичным видом тихоокеанской островной гряды, в первую очередь Шикотана. Встречается на о. Сахалин (крайний юг), на о-вax Шикотан (откуда и название) и Кунашир, из Малой Курильской гряды — на о. Зелёный, также отмечается на о. Хоккайдо и на прилегающих к нему достаточно крупном архипелаге о-вов Ребун и Рисири, а также на небольшом о. Дайкоку. На северо-западной окраине своего ареала (п-ов Шмидта на о. Сахалин) шикотанская полёвка представляет собой довольно малочисленный вид со спорадическим распространением. Более суровые условия зимовки на Сахалине, по-видимому, объясняют то, что шикотанские полёвки с Сахалина по размерам черепа и тела несколько уступают полёвкам того же вида с Шикотана.

### Шикотан
На территории РФ данный вид полёвок многочисленнен только на о. Шикотан. Хотя шикотанская полёвка обитает по всему острову, её концентрация в различных типах биотопов различна. Вид предпочитает разреженные каменноберезовые бамбуковые леса, а также окраины травянистых болот, где произрастают пушица влагалищная, росянка, клюква, багульник и трифоль.  Активно колонизирует долины рек, поросших ивняком и ольхой, особенно там где имеются злаковые и разнотравные луга, а также заросли курильского бамбука. Значительно реже шикотанских полёвок можно наблюдать в тисово-елово-пихтовых лесах с примесью широколиственных пород. Иногда встречается в зарослях можжевельника, занимающего вершины сопок. Вид регистрируется и на морксом побережье, в частности там где прибрежные пески и морские террасы освоили высокие злаки колосняка, осоки, перемежающиеся с шиповником и ползучим молоканом.  Места обитания шикотанской полёвки могут совпадать с местами обитания красно-серой полёвки. Однако, первый вид предпочитает открытые осветлённые участки с зарослями бамбучника среди отдельных вкраплений леса, а также ивово-ольховые заросли по пойменным участкам долин рек и ручьёв, в то время как красно-серые полёвки тяготеют к сомкнутым и затемнённым тисово-елово-пихтовым лесам. По данным исследований, на самом Шикотане красно-серые полёвки преобладают  над шикотанскими в уловах большинства биотипов в пропорциях 67-87%. Исключение составляют ивово-ольховые заросли и елово-пихтовые леса, где доля шикотанской полёвки достигает 76% и 55% соответственно. Преобладание красно-серых полёвок над шикотанскими объясняется в том числе и их большей плодовитостью. Так, к размножению красно-серые полёвки  приступают уже в конце апреля, а шикотанские — только к середине мая. В результате, взрослые шикотанские полёвки приносят в год лишь 2 помета, у красно-серые — до 3-х. Период размножения у обоих видов обычно завершается к середине октября.

## Внешний вид
Преобладает буро-коричневая окраска меха. Хвост при этом хорошо опушён, одноцветный или слабо двуцветный. Как и у всех полёвок, он относительно короткий (не более 65 мм) при длине тела до 150 мм. Мех на спине короткий, жёсткий, бурого цвета с примесью тёмных ржаво-рыжих волос; бока тёмные, дымчато-серого цвета; мех на брюшной поверхности окрашен в светло-серые тона. От более мелких серых полёвок шикотанские отличаются в первую очередь своими более крупными размерами. По сравнению с сахалинской полёвкой у шикотанской более длинный густо опушённый хвост, который достигает почти половины длины тела, а не трети.

## Жизнедеятельность
Для шикотанской полёвки характерен полифазный тип суточной активности. Питается она почти исключительно растительной пищей (стебли, подземные побеги и корневища). Гнезда обычно сооружает в кочках или простых норах, от которых прокладывает тропинки к местам кормёжки. Места её кормёжки часто можно определить по кучкам из кусочков стеблей растений длиной по 8-10 см. Примечательно и то, что в ряде мест своего обитания шикотанская полёвка фактически заняла экологическую нишу рода серых полёвок. В результате, некоторые модели поведения этого вида стали более характерны для представителей рода Microtus, чем для рода Clethrionomys. Среди них можно отметить наличие колониальных поселений, изменение характера роющей деятельности, появление новых методов питания и запасания пищи. В процессе размножения участвуют только взрослые перезимовавшие особи. Начинается оно во второй половине мая — начале июня. Среднее количество эмбрионов варьирует в узких пределах от 6,7 до 7,3 (в среднем 7,2).

## Систематика
Первоначально Б. Н. Ваcин, одним из первых из советских зоологов познакомившийся с фауной Курильских островов, определил этот вид как Microtus montebelli.